# 김지희 (미스코리아)
김지희(1993년 ~)은 대한민국의 미스코리아이다

## 프로필
- 출생 1993년
- 신체 177.6cm, 56.8kg
- 데뷔 2011년 미스코리아 선발대회
- 학력 미국 버클리 디벨 롭 펠트 대학
- 특기 고기먹기, 재즈댄스하기
- 취미: 독서, 등산

## 학력
- 미국 버클리 디벨 롭 펠트 대학

| 미스코리아 서울 선(善) |                       |                |
| 2010년                 | 2011년 김지희, 공평희 | 2012년         |
| 장윤진, 정소라         | 2011년 김지희, 공평희 | 박지영, 김사라 |
|                        |                       |                |
|                        |                       |                |